# Arcidiocesi di Torino
L'arcidiocesi di Torino (in latino Archidioecesis Taurinensis) è una sede metropolitana della Chiesa cattolica in Italia appartenente alla regione ecclesiastica Piemonte. Nel 2023 contava 1.942.420
battezzati su 2.025.553 abitanti. È retta dall'arcivescovo cardinale Roberto Repole.

## Santi patroni
Patroni dell'arcidiocesi sono San Giovanni Battista e Maria Santissima Consolatrice.

## Territorio
L'arcidiocesi comprende buona parte della città metropolitana di Torino (137 comuni), nonché 15 comuni in provincia di Cuneo e 6 comuni in provincia di Asti.
L'arcidiocesi confina a nord con la diocesi di Ivrea, ad est con la diocesi di Casale Monferrato, la diocesi di Asti e la diocesi di Alba, a sud con la diocesi di Cuneo-Fossano, ad ovest con la diocesi di Susa, la diocesi di Pinerolo, la diocesi di Saluzzo e l'arcidiocesi di Chambery, quest'ultima in territorio francese.
Sede arcivescovile è la città di Torino, dove si trova la cattedrale di San Giovanni Battista. Nell'arcidiocesi sorgono 4 basiliche minori: a Torino la basilica del Corpus Domini, il santuario della Consolata e il santuario di Maria Ausiliatrice, e a Colle Don Bosco la basilica di San Giovanni Bosco.

### Parrocchie
Il territorio è suddiviso in 60 zone pastorali che raggruppano le 346 parrocchie.

### Provincia ecclesiastica
La provincia ecclesiastica di Torino comprende le seguenti suffraganee:
- Diocesi di Acqui;
- Diocesi di Alba;
- Diocesi di Aosta;
- Diocesi di Asti;
- Diocesi di Cuneo-Fossano;
- Diocesi di Ivrea;
- Diocesi di Mondovì;
- Diocesi di Pinerolo;
- Diocesi di Saluzzo;
- Diocesi di Susa.

## Storia
Sulle origini del cristianesimo in Torino non abbondano gli elementi storicamente documentati. Si possono probabilmente riconoscere i santi Avventore, Ottavio e Solutore (vissuti nel III secolo) come i protomartiri torinesi o almeno quelli di cui ci è noto il nome, già venerati al tempo di san Massimo. Le comunità cristiane dell'attuale Italia nord-occidentale si organizzarono in chiese (ossia in diocesi), con a capo un vescovo, prevalentemente in epoca costantiniana.
Secondo la tradizione, il primo vescovo di Torino è san Massimo (conosciuto anche come Massimo I): non si hanno notizie di altri vescovi prima di lui; Massimo I morì tra il 408 ed il 423. Si ricorda un altro vescovo di nome Massimo, il primo documentato storicamente, che partecipò a due sinodi, a Milano nel 451 e a Roma nel 465.
Originariamente la diocesi di Torino si estendeva alle valli della Moriana, di Susa e di Lanzo, che sul finire del VI secolo passarono sotto la giurisdizione del vescovo di Saint-Jean de Maurienne. Nel 1033 la diocesi di Torino riacquistò le valli di Susa e di Lanzo.
Durante il Medioevo al capitolo della cattedrale spettava l'elezione del vescovo, ma a partire dal XIV secolo la Santa Sede esercitò la sua influenza nell'elezione. Nel 1300 Bonifacio VIII annullò l'elezione di Tommaso di Savoia (figlio cadetto di Tommaso III di Savoia, fondatore del ramo sabaudo poi detto dei Savoia-Acaia) fatta dal capitolo e impose sulla cattedra torinese Teodisio Revelli. Nel 1411 i diritti dei canonici erano già estinti e Giovanni XXII eleggeva Aimone da Romagnano, senza concedere al capitolo di avanzare una proposta.
Il 6 giugno 1453 le cronache riportano il famoso miracolo del Corpus Domini, che è all'origine della basilica omonima. Secondo le cronache del tempo un'ostia presente in un ostensorio rubato si sarebbe levata rimanendo sospesa in aria, sopra molti spettatori. Sopraggiunto il vescovo, l'ostia rimase sospesa, finché si posò su un calice. Le specie eucaristiche incorrotte si sarebbero conservate ancora oltre l'erezione della basilica (1521), finché da Roma fu ordinato di consumarle sacramentalmente.
Per tutto il medioevo restò suffraganea dell'arcidiocesi di Milano fino a quando il 21 maggio 1515 papa Leone X con la bolla Cum illius la elevò al rango di arcidiocesi metropolitana, dandole con l'altra bolla dello stesso giorno Hodie ex certis come diocesi suffraganee quella di Mondovì e quella di Ivrea.
Nel 1578 l'antica reliquia della Sacra Sindone fu trasferita da Chambéry a Torino.

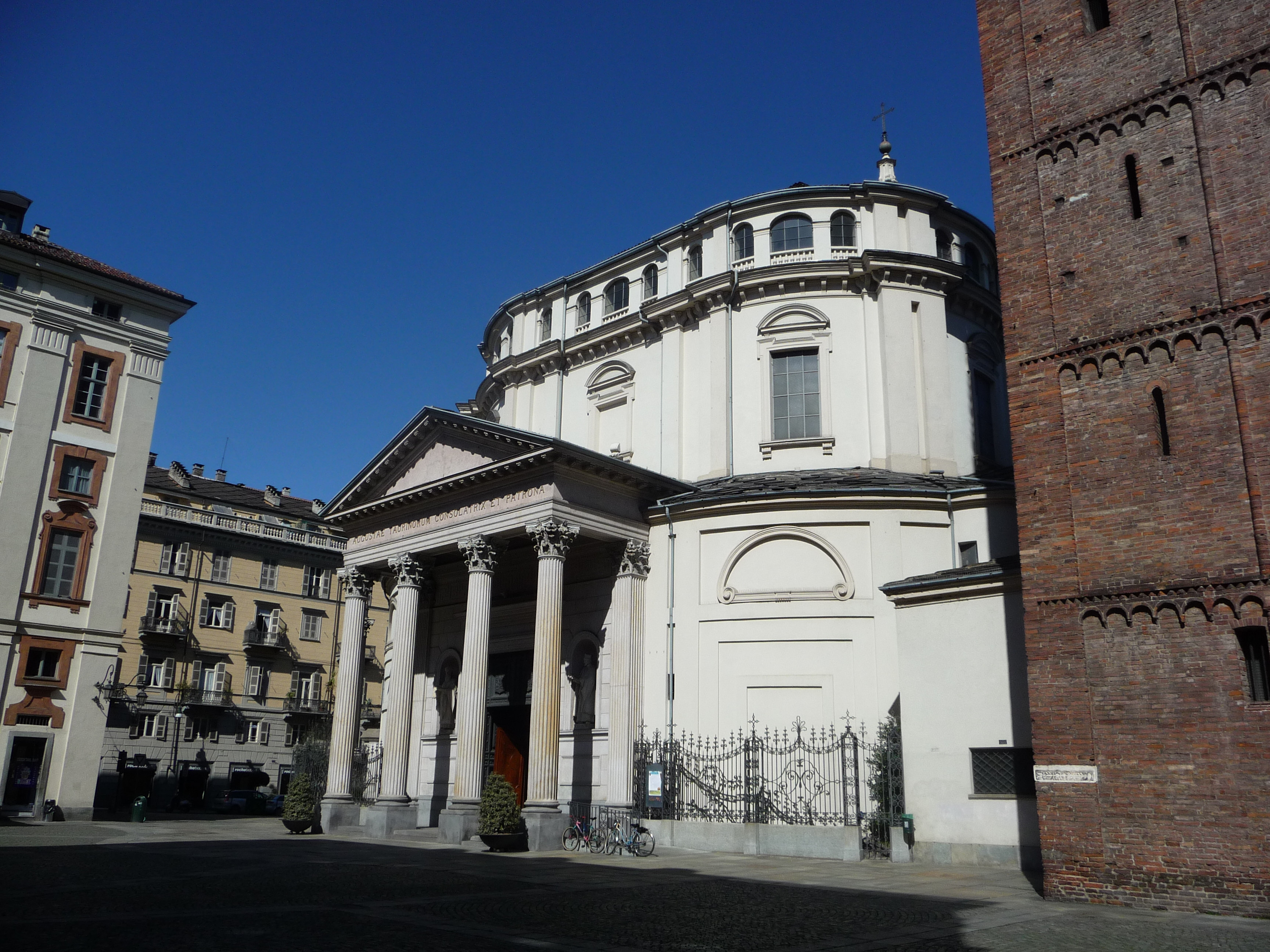
Il Santuario della Consolata a Torino

Il 15 aprile 1592 l'arcidiocesi cedette una porzione del suo territorio a vantaggio dell'erezione della diocesi di Fossano.
Dal 1º al 3 maggio 1729 si tenne il primo sinodo diocesano, presieduto dall'arcivescovo Francesco Arborio Gattinara.
Nel XVIII secolo acquistò grande importanza soprattutto per merito dei vescovi Francesco Luserna Rorengo di Rorà, Giambattista Roero di Pralormo, che celebrò il secondo sinodo diocesano il 20 e 21 aprile 1755, e Vittorio Maria Baldassare Gaetano Costa d'Arignano.
Il 23 dicembre 1748 e il 3 agosto 1772 cedette altre porzioni di territorio a vantaggio dell'erezione rispettivamente delle diocesi di Pinerolo e di Susa.
In occasione del riordino delle diocesi piemontesi voluto da Napoleone Bonaparte, furono soppresse 9 diocesi della regione, tra cui anche quella di Susa, come stabilito dal breve Gravissimis causis di papa Pio VII del 1º giugno 1803, il cui territorio fu unito a quello di Torino. La sede di Susa fu ristabilita il 17 luglio 1817 con la bolla Beati Petri dello stesso Pio VII, ricavandone il territorio dall'arcidiocesi torinese.
Nel XIX secolo l'arcidiocesi di Torino si popola di numerose figure di santi: san Giuseppe Benedetto Cottolengo, fondatore della Piccola Casa della Divina Provvidenza; san Giovanni Bosco fondatore dei Salesiani; san Leonardo Murialdo, fondatore della Congregazione di San Giuseppe; san Giuseppe Cafasso, il rincuoratore degli impiccati al Rondò della forca; santa Maria Domenica Mazzarello; san Domenico Savio; il beato Francesco Faà di Bruno; seguiti poi dal beato Giuseppe Allamano, nipote di san Giuseppe Cafasso, fondatore dei Missionari e Missionarie della Consolata, e dal beato Piergiorgio Frassati.
Dal 2 al 6 settembre 1894 si svolse a Torino il secondo congresso eucaristico nazionale, celebrato dall'arcivescovo Davide Riccardi con il concorso di circa cinquanta vescovi.
Nel 1947 ha ceduto porzioni del suo territorio alla diocesi di Gap (oggi diocesi di Gap-Embrun) e alla diocesi di Saint-Jean de Maurienne.
Dal 6 al 13 settembre 1953 Torino ospitò il XIV congresso eucaristico nazionale.
Il 13 ottobre 1961, con la lettera apostolica Quam Ecclesia, papa Giovanni XXIII ha proclamato la Beata Maria Vergine della Consolazione patrona principale dell'arcidiocesi.
Dal 1983 l'arcivescovo ha l'incarico, da parte del Papa, di custode della Sindone.
Dal 19 febbraio 2022 è unita in persona episcopi alla diocesi di Susa.

## Cronotassi dei vescovi
Si omettono i periodi di sede vacante non superiori ai 2 anni o non storicamente accertati.
- San Massimo I † (390 - 420 deceduto)
- Massimo II † (prima del 451 - dopo il 465)
- Vittore † (menzionato nel 494)
- Tigridio † (prima del 501 - dopo il 502)
- Ruffo † (prima del 562)
- Ursicino † (562 - 20 ottobre 609 deceduto)
- Rustico † (prima del 680 - 15 settembre 691 deceduto)
- Valcuno o Walcuno ? † (menzionato nel 739)[7]
- Andrea † (menzionato in un'epoca compresa tra il 773 e l'800)
- Claudio I † (circa 818 - dopo l'8 maggio 827)[8]
- Witgario o Vitgario † (prima del 22 gennaio 832 - dopo l'8 maggio 838)[9]
- Regimiro † (IX secolo)[10]
- Guglielmo I ? † (circa 840)[11]
- Claudio II † (circa 873)[12]
- Lancio ? † (menzionato nell'887)[13]
- Amulo † (prima di aprile 880 - dopo il 21 maggio 898)[14]
- Eginolfo † (menzionato nel 901)
- Guglielmo II † (prima del 906 - dopo il 920 ?)[15]
- Ricolfo ? † (menzionato nel 945)[16]
- Amalrico † (prima di giugno 955 - dopo novembre o dicembre 969)[17]
- Aunuco ? †[18]
- Amizone (Amizo) † (prima del 989 - dopo il 1º settembre 998)
- Gezone † (inizio dell'XI secolo)[19]
- Bonifacio ? †[20]
- Landolfo † (circa 1011 - circa 1037)
  - Pietro ? (antivescovo)[21]
- Guidone (o Widone) † (gennaio/marzo 1039 - 20 gennaio 1046 deceduto)
- Regimiro ? †[22]
- Cuniberto † (11/26 maggio 1046 - dopo il 20 luglio 1081)
- Ogero ? †[23]
- Umberto ? †[24]
- Guglielmo III (o Vitelmo) † (prima del 3 agosto 1083 - dopo il 15 marzo 1089)[25]
- Guiberto I † (prima del 20 settembre 1098 - dopo il 16 febbraio 1099 deceduto)[26]
- Mainardo † (prima del 15 luglio 1100 - 10 settembre 1117 o 1118 deceduto)[27]
- Guiberto II (o Umberto) † (menzionato il 12 novembre 1118)
- Bosone † (prima del 13 dicembre 1122 - dopo il 1125)[28]
- Arberto † (menzionato il 29 novembre 1140)[29]
- Oberto † (prima di aprile 1144 - dopo il 1145)[30]
- Carlo I † (prima del 4 o 5 giugno 1147 - 1162 deceduto)[31]
- Guglielmo IV † (prima del 9 settembre 1162 - dopo il 1163)[32]
- Carlo II † (prima del 15 febbraio 1165 - dopo il 1º febbraio 1169)
- Milone da Cardano † (prima del 27 febbraio 1170 - 5 dicembre 1187 nominato arcivescovo di Milano)[33]
- Arduino † (prima dell'11 giugno 1188 - dopo il 7 giugno 1207)
  - Jacopo Ratteri † (antivescovo)[34]
- Giacomo I di Carisio † (prima del 10 settembre 1207 - prima del 16 novembre 1226 deceduto)[35]
  - Ainardo † (antivescovo)[36]
- Giacomo II † (dopo il 16 novembre 1226 - dopo il 7 marzo 1231 dimesso)[37]
- Uguccione Caqualoro † (3/12 luglio 1231 - prima di aprile 1243 dimesso)[38]
- Giovanni Arborio † (dopo il 10 maggio 1244 - dopo il 9 settembre 1257 deceduto) (vescovo eletto)[39]
- Gandolfo † (prima del 1º gennaio 1259 - prima della fine del 1260 ?)[40]
- H., O.F.M. † (? deceduto)[41]
- Goffredo Montanari † (20 febbraio 1264 - agosto 1300 deceduto)
  - Tommaso I di Savoia (1300-1301) (vescovo eletto)[42]
- Teodisio Revelli † (6 novembre 1301[43] - ottobre 1319 deceduto)
- Guido Canale † (16 maggio 1320 - 1348 deceduto)
- Tommaso II di Savoia † (10 novembre 1348 - 1362 deceduto)
- Bartolomeo † (1362 - 1364 deceduto)
- Giovanni da Rivalta † (15 gennaio 1365 - maggio o giugno 1411 deceduto)
- Aimone da Romagnano † (15 luglio[44] 1411 - settembre 1438 deceduto)
- Ludovico da Romagnano † (10 ottobre 1438 - 1468 deceduto)
- Giovanni Compesio † (21 novembre 1469 - 24 luglio 1482 nominato vescovo di Ginevra)
- Domenico della Rovere † (24 luglio 1482 - 1º maggio 1501 deceduto)
- Giovanni Ludovico della Rovere † (1º maggio 1501 succeduto - agosto 1510 deceduto)
- Giovanni Francesco della Rovere † (agosto 1510 succeduto - 1516 deceduto)
  - Innocenzo Cybo † (28 ottobre 1516 - 11 maggio 1517 dimesso) (amministratore apostolico)
- Claudio di Seyssel † (11 maggio 1517 - 1º giugno 1520 deceduto)
  - Innocenzo Cybo † (4 luglio 1520 - 1548 dimesso) (amministratore apostolico, per la seconda volta)
- Cesare Cybo † (22 giugno 1548 - 26 dicembre 1562 deceduto)
  - Innico d'Avalos d'Aragona, O.S.Iacobi † (3 gennaio 1563 - maggio 1564 dimesso) (amministratore apostolico)
- Gerolamo della Rovere † (12 maggio 1564 - 26 gennaio 1592 deceduto)
- Carlo Broglia † (20 novembre 1592 - 8 febbraio 1617 deceduto)
- Filiberto Milliet † (17 dicembre 1618 - 4 settembre 1625 deceduto)
- Giovanni Battista Ferrero, O.P. † (7 settembre 1626 - 12 luglio 1627 deceduto)
  - Sede vacante (1627-1632)
- Antonio Provana † (19 gennaio 1632 - 14 o 25 luglio 1640 deceduto)
- Giulio Cesare Barbera (Bergera) † (23 febbraio 1643 - 3 novembre 1660 deceduto[45])
- Michele Beggiamo † (21 agosto 1662 - 24 novembre 1689 deceduto[46])
- Michele Antonio Vibò † (27 novembre 1690 - 13 febbraio 1713 deceduto)
  - Sede vacante (1713-1727)
- Francesco Giuseppe Arborio di Gattinara, B. † (25 giugno 1727 - 14 ottobre 1743 deceduto)
- Giambattista Roero di Pralormo † (3 febbraio 1744 - 9 ottobre 1766 deceduto)
- Francesco Luserna Rorengo di Rorà † (14 marzo 1768 - 14 marzo 1778 deceduto)
- Vittorio Maria Baldassare Gaetano Costa d'Arignano † (28 settembre 1778 - 16 maggio 1796 deceduto)
- Carlo Luigi Buronzo del Signore † (24 luglio 1797 - 24 giugno 1805 dimesso)
- Giacinto della Torre, O.E.S.A. † (26 giugno 1805 - 8 aprile 1814 deceduto)
  - Sede vacante (1814-1818)
- Columbano Giovanni Battista Carlo Gaspare Chiaverotti, O.S.B.Cam. † (21 dicembre 1818 - 6 agosto 1831 deceduto)
- Luigi Fransoni † (24 febbraio 1832 - 26 marzo 1862 deceduto)[47]
  - Sede vacante (1862-1867)
- Alessandro Riccardi di Netro † (22 febbraio 1867 - 16 ottobre 1870 deceduto)
- Lorenzo Gastaldi † (27 ottobre 1871 - 25 marzo 1883 deceduto)
- Gaetano Alimonda † (9 agosto 1883 - 30 maggio 1891 deceduto)
- Davide Riccardi † (14 dicembre 1891 - 20 maggio 1897 deceduto)
- Agostino Richelmy † (18 settembre 1897 - 10 agosto 1923 deceduto)
- Giuseppe Gamba † (20 dicembre 1923 - 26 dicembre 1929 deceduto)
- Maurilio Fossati, O.SS.G.C.N. † (11 dicembre 1930 - 30 marzo 1965 deceduto)
- Michele Pellegrino † (18 settembre 1965 - 27 luglio 1977 ritirato)
- Anastasio Alberto Ballestrero, O.C.D. † (1º agosto 1977 - 31 gennaio 1989 ritirato)
- Giovanni Saldarini † (31 gennaio 1989 - 19 giugno 1999 ritirato)
- Severino Poletto † (19 giugno 1999 - 11 ottobre 2010 ritirato)
- Cesare Nosiglia (11 ottobre 2010 - 19 febbraio 2022 ritirato)
- Roberto Repole, dal 19 febbraio 2022

## Prelati oriundi dell'arcidiocesi
- Giovanni Bergese (Savigliano, 13 settembre 1935 - Pouso Alegre, 21 marzo 1996),[48] primo vescovo di Guarulhos e secondo arcivescovo metropolita di Pouso Alegre
- Carlo Chenis (Torino, 20 aprile 1954 - Roma, 19 marzo 2010), vescovo di Civitavecchia-Tarquinia (2006-2010)
- Pier Giorgio Micchiardi (Carignano, 23 ottobre 1942), vescovo di Acqui (2000-2018)
- Marco Arnolfo (Cavallermaggiore, 10 novembre 1952), arcivescovo metropolita di Vercelli (dal 2014)
- Piero Delbosco (Poirino, 15 agosto 1955), vescovo di Cuneo-Fossano (dal 2023)
- Marco Brunetti (Torino, 9 luglio 1962), vescovo di Alba (dal 2016)
- Roberto Repole (Torino, 26 gennaio 1967), arcivescovo metropolita di Torino e vescovo di Susa (dal 2022)
- Alessandro Giraudo (Torino, 9 dicembre 1968), vescovo ausiliare di Torino (dal 2022)

## Santi e beati legati all'arcidiocesi
- San Giuseppe Cafasso (Castelnuovo d'Asti, 15 gennaio 1811 – Torino, 23 giugno 1860), sacerdote
- San Giovanni Bosco (Castelnuovo d'Asti, 16 agosto 1815 - Torino, 31 gennaio 1888), sacerdote e fondatore
- San Leonardo Murialdo (Torino, 26 ottobre 1828 - Torino, 30 marzo 1900), sacerdote e fondatore
- San Domenico Savio (San Giovanni di Riva presso Chieri, 2 aprile 1842 - Mondonio, 9 marzo 1857), laico e allievo salesiano
- San Giuseppe Marello (Torino, 26 dicembre 1844 – Savona, 30 maggio 1895), vescovo e fondatore
- Beato Sebastiano Valfrè (Verduno, 9 marzo 1629 – Torino, 30 gennaio 1710), sacerdote
- Beato Michele Rua (Torino, 9 giugno 1837 - Torino, 6 aprile 1910), presbitero
- Beato Giovanni Maria Boccardo (Moncalieri, 20 novembre 1848 – Pancalieri, 30 dicembre 1913), sacerdote e fondatore
- Beato Pier Giorgio Frassati (Torino, 6 aprile 1901 - Torino, 4 luglio 1925), terziario domenicano laico

## Statistiche
L'arcidiocesi nel 2023 su una popolazione di 2.025.553 persone contava 1.942.420 battezzati, corrispondenti al 95,9% del totale.
| anno | popolazione | popolazione | popolazione | presbiteri | presbiteri | presbiteri | presbiteri                | diaconi | religiosi | religiosi | parrocchie |
| anno | battezzati  | totale      | %           | numero     | secolari   | regolari   | battezzati per presbitero | diaconi | uomini    | donne     | parrocchie |
| ---- | ----------- | ----------- | ----------- | ---------- | ---------- | ---------- | ------------------------- | ------- | --------- | --------- | ---------- |
| 1950 | 1.088.000   | 1.100.000   | 98,9        | 1.885      | 1.085      | 800        | 577                       |         | 2.000     | 8.000     | 332        |
| 1969 | 1.809.000   | 1.852.475   | 97,7        | 1.667      | 931        | 736        | 1.085                     |         | 1.294     | 6.000     | 373        |
| 1980 | 2.006.000   | 2.119.000   | 94,7        | 1.908      | 912        | 996        | 1.051                     | 24      | 1.729     | 5.800     | 397        |
| 1990 | 2.019.000   | 2.080.000   | 97,1        | 1.702      | 762        | 940        | 1.186                     | 85      | 1.480     | 5.535     | 355        |
| 1999 | 2.000.000   | 2.143.843   | 93,3        | 1.519      | 679        | 840        | 1.316                     | 116     | 1.368     | 4.207     | 357        |
| 2000 | 2.065.443   | 2.143.843   | 96,3        | 1.518      | 678        | 840        | 1.360                     | 118     | 1.351     | 4.125     | 357        |
| 2001 | 2.065.443   | 2.143.843   | 96,3        | 1.483      | 673        | 810        | 1.392                     | 119     | 1.289     | 4.023     | 357        |
| 2002 | 2.065.443   | 2.143.843   | 96,3        | 1.451      | 675        | 776        | 1.423                     | 122     | 1.265     | 3.949     | 357        |
| 2003 | 2.065.443   | 2.143.843   | 96,3        | 1.380      | 656        | 724        | 1.496                     | 125     | 1.206     | 3.927     | 357        |
| 2004 | 2.065.443   | 2.143.843   | 96,3        | 1.358      | 644        | 714        | 1.520                     | 128     | 1.183     | 3.915     | 359        |
| 2010 | 2.020.313   | 2.115.000   | 95,5        | 1.137      | 561        | 576        | 1.776                     | 131     | 913       | 3.603     | 359        |
| 2014 | 2.057.000   | 2.153.000   | 95,5        | 1.055      | 520        | 535        | 1.949                     | 133     | 849       | 2.459     | 355        |
| 2017 | 2.024.600   | 2.113.500   | 95,8        | 980        | 473        | 507        | 2.065                     | 137     | 793       | 2.130     | 354        |
| 2020 | 1.982.236   | 2.070.000   | 95,8        | 890        | 435        | 455        | 2.227                     | 149     | 712       | 1.872     | 347        |
| 2022 | 1.954.900   | 2.037.900   | 95,9        | 842        | 413        | 429        | 2.321                     | 142     | 641       | 1.656     | 346        |
| 2023 | 1.942.420   | 2.025.553   | 95,9        | 840        | 395        | 445        | 2.312                     | 143     | 659       | 1.513     | 346        |

## Istituti religiosi
L'elenco delle realtà di vita consacrata presenti in diocesi (dall'annuario diocesano 2007-2008).
Istituti religiosi maschili
- Agostiniani scalzi
- Carmelitani scalzi
- Chierici regolari di San Paolo
- Chierici regolari di Somasca
- Chierici regolari ministri degli infermi
- Compagnia di Gesù
- Congregazione del Santissimo Sacramento
- Congregazione della missione
- Congregazione della Passione di Gesù Cristo
- Confederazione dell'oratorio di San Filippo Neri
- Congregazione di San Giuseppe
- Dottrinari
- Fratelli della Sacra Famiglia di Belley
- Fratelli delle scuole cristiane
- Fratelli di San Giuseppe Benedetto Cottolengo
- Fratelli maristi delle scuole
- Frati predicatori

- Istituto missioni Consolata
- Missionari di Nostra Signora di La Salette
- Monaci di San Paolo primo eremita
- Oblati di Maria Vergine
- Ordine dei frati predicatori
- Ordine dei frati minori
- Ordine dei frati minori cappuccini
- Ordine dei frati minori conventuali
- Ordine ospedaliero di San Giovanni di Dio
- Piccola missione per i sordomuti
- Piccola opera della Divina Provvidenza
- Piccoli fratelli di Gesù
- Servi di Maria
- Società dei sacerdoti di San Giuseppe Benedetto Cottolengo
- Società di Maria (maristi)
- Società salesiana di San Giovanni Bosco
- Società San Paolo

Istituti religiosi femminili
- Ausiliatrici delle Anime del Purgatorio
- Benedettine cassinesi
- Canonichesse regolari di Sant'Agostino
- Carmelitane
- Carmelitane scalze
- Clarisse
- Clarisse cappuccine
- Domenicane
- Fedeli compagne di Gesù
- Figlie dei Sacri Cuori di Gesù e di Maria
- Figlie della Carità di San Vincenzo de' Paoli
- Figlie della Consolata
- Figlie della Sapienza
- Figlie di carità della Santissima Annunziata
- Figlie di Gesù Re
- Figlie di Gesù Buon Pastore
- Figlie di Maria Ausiliatrice
- Figlie di Maria Vergine Immacolata di Carmagnola
- Figlie di San Giuseppe di Rivalba
- Figlie di Nostra Signora della Neve
- Fraternità delle Piccole Sorelle di Gesù
- Missionarie del Sacro Cuore di Gesù
- Missionarie della carità
- Missionarie della Passione di Nostro Signore
- Orsoline di Gesù
- Pia società figlie di San Paolo
- Piccole serve del Sacro Cuore di Gesù per gli ammalati poveri
- Piccole sorelle dei poveri
- Pie discepole del Divin Maestro
- Povere figlie di San Gaetano
- Società delle Ausiliatrici di Maria
- Società delle figlie del Cuore di Maria
- Società del Sacro Cuore di Gesù
- Sorelle di San Giuseppe
- Suore cappuccine di Madre Rubatto
- Suore carmelitane di Santa Teresa
- Suore del Cuore Immacolato di Maria, Madre di Cristo
- Suore del famulato cristiano
- Suore del Preziosissimo Sangue
- Suore del Santo Natale
- Suore del Santo Volto
- Suore della carità di Santa Giovanna Antida Thouret
- Suore dell'Adorazione del Sacro Cuore
- Suore dell'Alleanza

- Suore della Congregazione di Maria
- Suore della Provvidenza di Gap
- Suore della Provvidenza Rosminiane
- Suore della Sacra Famiglia di Savigliano
- Suore dell'Immacolata
- Suore di carità dell'Assunzione
- Suore di carità dell'Immacolata Concezione
- Suore di carità di Santa Maria
- Suore di Gesù Buon Pastore
- Suore di Maria Santissima Consolatrice
- Suore di Nostra Signora
- Suore di Nostra Signora della carità del Buon Pastore
- Suore di Nostra Signora della Mercede
- Suore di Nostra Signora del Ritiro al Cenacolo
- Suore di Sant'Anna
- Suore di Santa Marta
- Suore di San Giuseppe Benedetto Cottolengo
- Suore di San Giuseppe di Cuneo
- Suore di San Giuseppe di Pinerolo
- Suore di San Giuseppe di Torino
- Suore di Santa Maria di Loreto
- Suore domenicane di Betania
- Suore domenicane di Santa Caterina da Siena
- Suore francescane angeline
- Suore francescane missionarie del Cuore Immacolato di Maria
- Suore francescane missionarie di Maria
- Suore francescane missionarie di Susa
- Suore Immacolatine
- Suore minime di Nostra Signora del Suffragio
- Suore ministre degli infermi di San Camillo
- Suore missionarie della Consolata
- Suore missionarie dell'Immacolata Regina della Pace
- Suore missionarie di Cristo Re per gli emigrati polacchi
- Suore missionarie di Maria Aiuto dei Cristiani
- Suore missionarie di San Pietro Claver
- Suore murialdine di San Giuseppe
- Suore nazarene della Passione
- Suore oblate del Cuore Immacolato di Maria
- Suore oblate di San Luigi Gonzaga
- Suore orsoline del Sacro Monte di Varallo
- Suore sacramentine
- Suore vincenzine di Maria Immacolata
- Unione delle suore domenicane di San Tommaso d'Aquino
- Visitandine